# 노상보
노상보(1990년 2월 23일 ~ )는 대한민국의 배우이다.

## 학력
- 서울예술대학교 연기과

## 출연작

### 영화
- 《출국》 (2018년) - 국정원 남 역
- 《그래, 가족》 (2017년) - 스태프 2 역
- 《비화》 (2014년)

### 드라마
- 《효심이네 각자도생》 (2023년, KBS2) - 황치산 역
- 《태종 이방원》(2021년, KBS1) - 민무질 역
- 《지리산》(2021년, TVN) - 최일만 젊은시절 역
- 《연모》 (2021년, KBS2) - 박범두 역
- 《오월의 청춘》 (2021년, KBS2) - 홍상표 역
- 《우아한 친구들》 (2020년, JTBC)
- 《기막힌 유산》 (2020년, KBS1) - 이정태 역
- 《타인은 지옥이다》 (2019년, OCN)
- 《손의 흔적》 (2016년, 웹드라마) - 배변 역